# Бородниця плауноподібна
Бородниця плауноподібна (Barbilophozia lycopodioides) — вид печіночників порядку юнгерманіальних (Jungermanniales).

## Поширення
Батьківщиною є Європа, Азія, Північна Америка.
Росте у світлих і помірно затінених, бідних вапном і кислих місцях на трав'янистих ґрунтах, вересовищах, у хвойних лісах і на скелях.

## Характеристика
Росте у жовто-зелених, губчастих килимках, часто змішаних з іншими видами моху. Рослини виростають до 8 сантиметрів у довжину та від 3 до 5 міліметрів у ширину. Вони часто роздвоєні. Вони мають щільну білу ризоїдну повсть на нижній стороні. Щільно розташовані бокові листки, які ростуть навскіс на стеблі, ширші за довжину і розділені спереду на чотири широкі приблизно однакові за розміром частки. Основа листка вкрите кількома війками. Підлистки зазвичай глибоко розділені на два стовпчики і частково приховані в ризоїдній повсті. Клітини бічних листків округлі, тонкостінні та мають розмір приблизно 20–25 мкм. На одну клітину листка припадає від 4 до 8 масляних тілець. Вид дводомний. Живці утворюються червоно-коричневими купками на кінці стебла.